# نواف بوشل
نواف مشاري بوشل مواليد 16 سبتمبر 1999 في السعودية، هو لاعب كرة قدم سعودي يلعب لنادي النصر.

## مسيرة اللاعب
لعب في نادي الفتح وانضم إلى نادي النصر مطلع عام 2023.

## روابط خارجية
- نواف بوشل على موقع إي إس بي إن إف سي (الإنجليزية)
- نواف بوشل على موقع قاعدة بيانات كرة القدم.إي يو (الإنجليزية)
- نواف بوشل على موقع ناشيونال فوتبول تيمز (الإنجليزية)
- نواف بوشل على موقع Soccerway.com (الإنجليزية)
- نواف بوشل على موقع عالم كرة القدم.نت (الإنجليزية)